# Thalassomonhystera parabuetschlii
Thalassomonhystera parabuetschlii is een rondwormensoort uit de familie van de Monhysteridae. De wetenschappelijke naam van de soort is voor het eerst geldig gepubliceerd in 1961 door Timm.